# San Lorenzo Tlalmimilolpan
San Lorenzo Tlalmimilolpan är en ort i Mexiko, tillhörande kommunen Teotihuacán i delstaten Mexiko. San Lorenzo Tlalmimilolpan ligger i den centrala delen av landet och tillhör Mexico Citys storstadsområde. Orten hade 5 386 invånare vid folkmätningen 2010, och är kommunens näst största ort.